# فرودگاه اسپاروود/الک ولی
فرودگاه اسپاروود/الک ولی (به انگلیسی: Sparwood/Elk Valley Airport) یک فرودگاه همگانی است که یک باند فرود آسفالت دارد و طول باند آن ۱۲۱۹ متر است. این فرودگاه در کشور کانادا قرار دارد و در ارتفاع ۱۱۵۸ متری از سطح دریا واقع شده است.